# چپدر

چپدر روستایی است از توابع شهرستان بروجرد در استان لرستان. این روستا در دهستان دره‌صیدی در بخش مرکزی این شهرستان قرار دارد.

## جمعیت
بنابر سرشماری مرکز آمار ایران، جمعیت چپدر در سال ۱۳۸۵ برابر با ۷۲ نفر بوده‌است که از این میان ۳۷ نفر مرد و بقیه زن بوده‌اند. این روستا ۱۵ خانوار دارد.